# المجتمع اللبناني

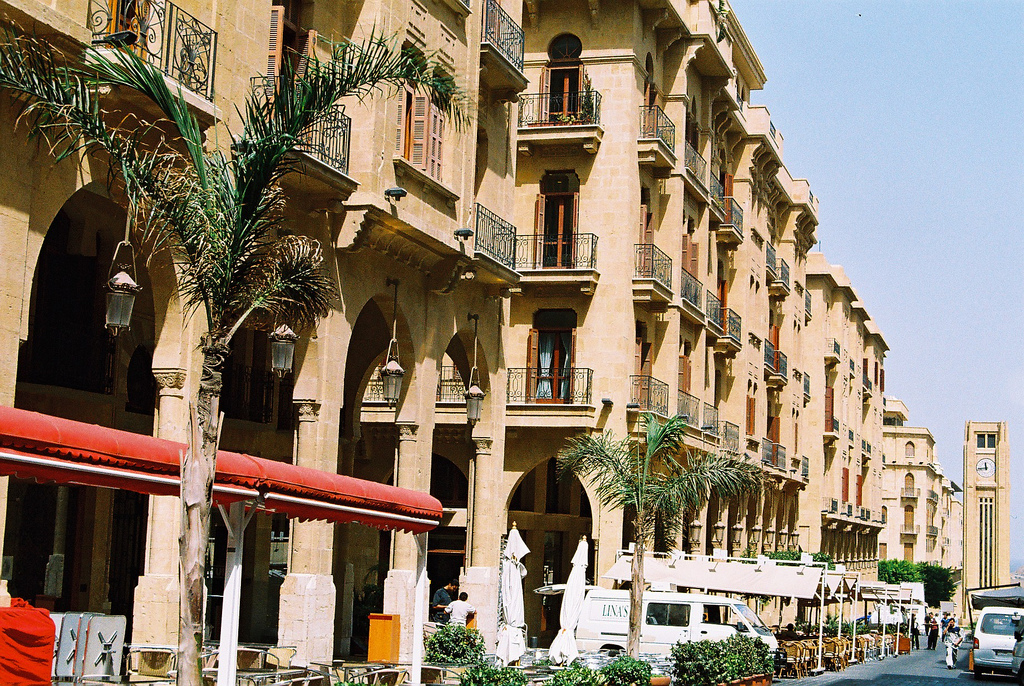
شارع المعرض الذي يمثل الشارع الرئيسي في وسط بيروت

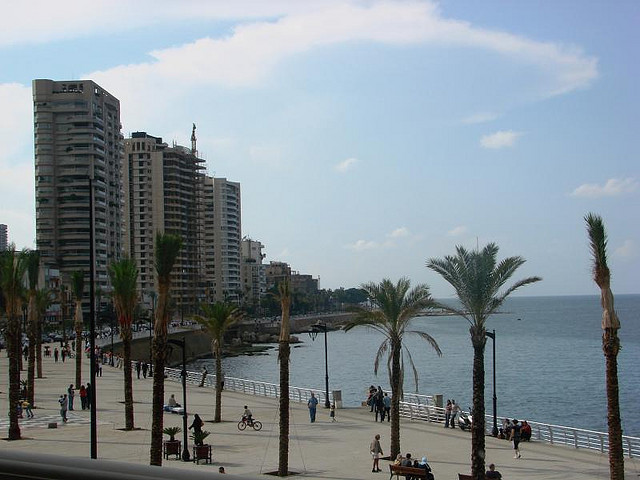
أشجار النخيل على شاطئ البحر في كورنيش بيروت

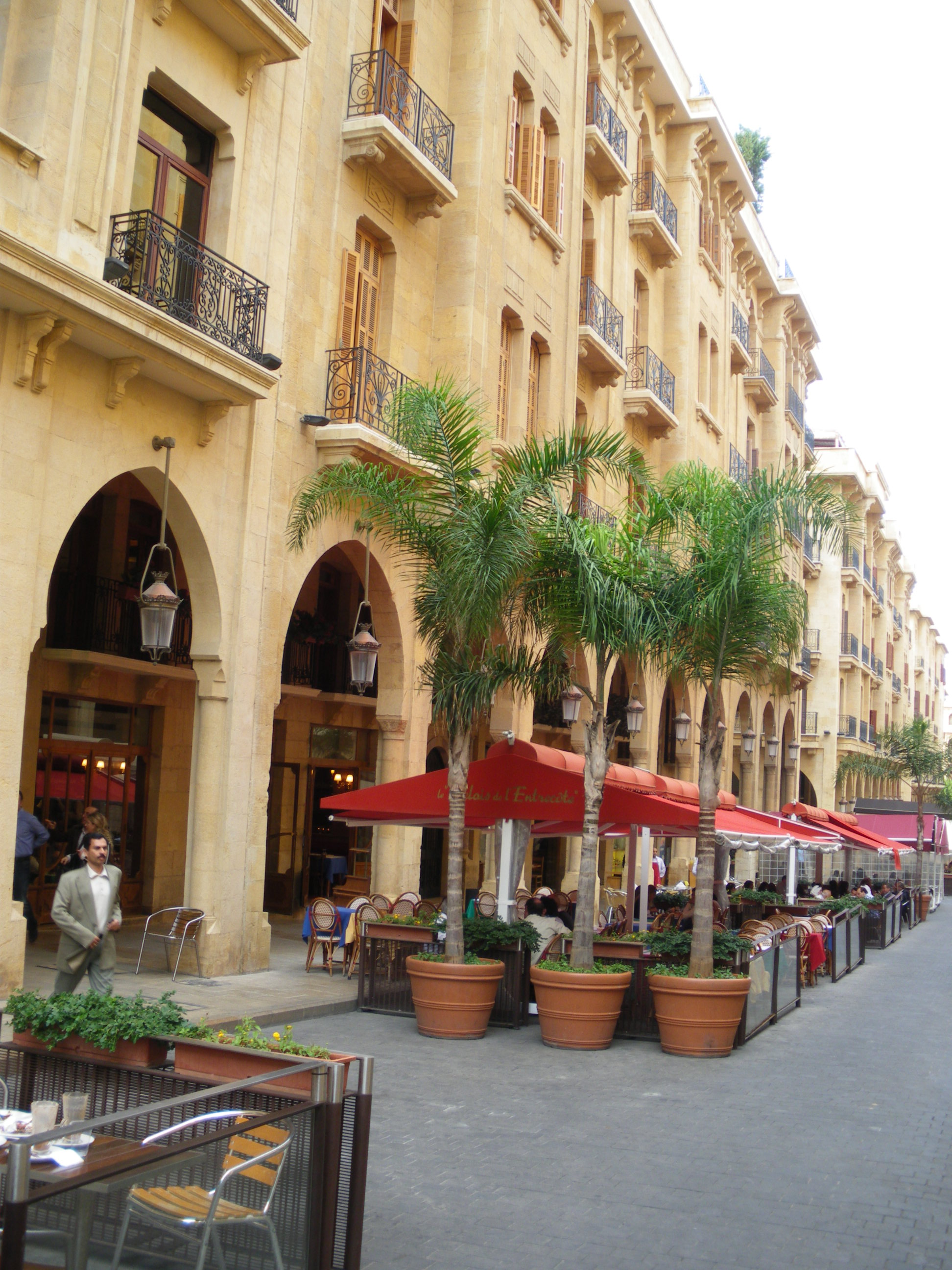
المقاهي على الأرصفة

يمتاز المجتمع اللبناني  بأنه عصري جدًا وشبيه بثقافات معينة أخرى في أوروبا الجنوبية، حيث أن لبنان يرتبط إيديولوجياً وثقافيًا بأوروبا بفضل فرنسا، وتمتاز بيئته الفريدة من نوعها بهويتها العربية والأوروبية في آن واحد بسبب تركيبه الديني المتنوع، وغالبًا ما يعتبر لبنان بوابة أوروبا إلى غرب آسيا وبوابة لآسيا إلى العالم الغربي.
إنّ النظام المطبق في لبنان ديموقراطي برلماني ويمتاز بالتنوع الطائفي. يهدف هذا النظام إلى منع الصراع الطائفي ومحاولات تمثيل التوزيع الديموغرافي للجماعات الدينية المعترف بها في الحكومة والتي يبلغ عددها 18. يشغل المناصب العليا في البلاد أفراد من جماعات دينية محددة، فالرئيس على سبيل المثال يجب أن يكون من مسيحيًا من الطائفة المارونية، ورئيس الوزراء مسلم سني، ورئيس البرلمان مسلم شيعي، ويكون نائب رئيس البرلمان من المعتنقين للمسيحية الأرثوذكسية الشرقية.

## الحياة الأسرية
تحظى الحياة الأسرية في الثقافة اللبنانية بأهمية كبيرة، ويرتبط دور الأسرة بالقيم الجماعية في المجتمع اللبناني. تعكس حالة وهوية الفرد وضع أسرته، ويتراوح حجم متوسط الأسرة بين 3.9-4.9 أفراد.

### صلة القرابة
تمثل صلة القرابة وحدة رئيسية أخرى مكونة لهوية اللبنانيين، ويختلف مدى صلة القرابة المكون للهوية. فالعشائر الكبيرة عادةً ما تكون أكثر تقليدية بطبعها وتربطها علاقات سياسية واقتصادية، وتكون العائلات الممتدة بمثابة الحدود التي تفصل بين الأقارب، وتمثل العائلات اللبنانية ركيزة لها. هناك قيمة معتبرة للولاء للأسرة داخل هذه الجماعات القريبة. من مظاهر الولاء هذه المحسوبية التي يُتوقع من خلالها أن يجد أفراد الأسرة الوظائف لبعضهم من أجل استمرارية العائلة.

### الأطفال والأبوة والأمومة
يبالغ الآباء في لبنان في فرض الحماية في ممارساتهم المُتبعة في تربية الأطفال. وعلى عكس المجتمعات الغربية، فإن هذا التحكم لا يتوقف بمجرد بلوغ سن 18، بل إنه يستمر طالما أن الطفل يعيش في منزل الأسرة أو حتى الزواج.
عندما يولد الولد الأول، يبدأ الناس بمناداة الوالدان باسم ابنهم مثل: أبو فلان وأم فلان، ولا يعودان يُخاطبان باسمهما فقط.

## أدوار التوزيع الجندري
على الرغم من استمرارية التقاليد بالتأثير على دور المرأة، إلا أن المرأة اللبنانية تتمتع بحقوق مدنية متساوية مع الرجل وتلتحق بمؤسسات التعليم العالي بأعداد كبيرة. على سبيل المثال، مثلت النساء41% من طلاب الجامعة الأمريكية في بيروت في عام 1983. ومع أن النساء في لبنان لديهم منظماتهن الخاصة بهم، إلا أن أغلبها يتواجد كفروع تتبع الأحزاب السياسية.
كان معدل الأمية بين الإناث في عام 2007 يبلغ 14%، في حين كان 6.6% بين الرجال. ويبلغ معدل النشاط الاقتصادي للفئة العمرية 15 سنة فما فوق 68.9% وللإناث 20.4%، وبلغت نسبة المقاعد التي شغلتها النساء في البرلمان عام 2009 نسبة 3.1%.

## العلبسم الله الرحمن الرحيم والصلاة والسلام على رسول الله ليس صحيح كل مايقال عن البنانيه فقد اتى احاديث شريفه تزكي اهل الشام ولبنان من ارض الشام والعلم عند الله وكما ذكر العلماء ان الله تكفل بالشام واهلها ربما انهم اسلاف البنانيه بحكم هجرة البنانيه الى دمشق والتحاقهم بجند الشام وهم سيف من سيوف الله وعذا والعلم يرفع الى الله
تُعرف بيروت بأنها أكثر تسامحًا فيما يتعلق بالعلاقات بين الرجال والنساء والمثلية الجنسية مقارنةً مع معظم عواصم الشرق الأوسط الأخرى.
إنّ العلاقات الجنسية قبل الزواج وخارج إطاره مكروهة كثيرًا في المجتمع اللبناني، ومن غير الشائع رؤية مثل هذه العلاقات خارج بيروت الحضرية. يقوم الشباب اللبناني (خصوصًا في بيروت) بالخروج في مواعيد غرامية بشكل شائع جدًا، ويعتبرون التقبيل والمعانقة وشبك اليدين والاتكاء معًا بشكل علني أمورًا مقبولة. تظهر مجموعات الشباب المختلطة كثيرًا في فردان وشارع الحمراء والأشرفية ووسط بيروت بالإضافة إلى مناطق أخرى. وتعد العلاقات الجنسية قبل الزواج شائعة جدًا على الرغم من أنها مكروهة وتتجنبها كل من الفتيات المسلمات والمسيحيات.
يُقدر معدل انتشار وسائل منع الحمل بنسبة 58%، وتبلغ نسبة  وسائل منع الحمل الحديثة 34% يتصدرها اللولب وحبوب منع الحمل والواقي الذكري. وتعتبر الدعارة في لبنان قانونية اسميًا.
يوجد في لبنان عدد كبير من الحانات والنوادي الليلية الخاصة بالمثليين. كما تتواجد منظمتين تعنى بحقوق المثليين وهما حلم وميم.